# Les Nouvelles Enquêtes de Miss Fisher
Les Nouvelles Enquêtes de Miss Fisher (Ms Fisher's Modern Murder Mysteries) est une série télévisée australienne, dérivée de Miss Fisher enquête.
Elle est diffusée en France sur Warner TV à partir du 23 février 2021, puis sur Chérie 25 à partir du 05 juillet 2025. 

## Synopsis
L'intrigue se déroule à Melbourne dans les années 1960. La célèbre détective privée Phryne Fisher (Miss Fisher enquête) disparait sur les hauts plateaux de la Nouvelle-Guinée. 
C'est Peregrine, la fille de sa demi-sœur Annabelle, qui hérite de sa fortune. Peregrine, qui ne connaissait pas sa tante, décide de devenir une détective privée de classe mondiale comme celle-ci. Elle est aidée par un groupe de femmes exceptionnelles du Club des aventurières, dont sa tante était également membre.

## Distribution
- Geraldine Hakewill (VFB : Prunelle Rulens) : Peregrine Fisher
- Joel Jackson (VFB : Antoni Lo Presti) : le détective James Steed
- Catherine McClements (VFB : Colette Sodoyez) : Birdie Birnside
- Toby Truslove (VFB : David Manet) : Samuel Birnside
- Louisa Mignone (VFB : Annaïg Bouguet) : Violetta Fellini
- Greg Stone (VFB : Daniel Nicodeme) : l'inspecteur chef Percy Sparrow
- Emma Hamilton : Sally Whedon

## Description des personnages
- Peregrine Fisher : nièce et héritière de la célèbre détective privée Phryne Fisher, elle tente de marcher dans les pas de sa tante.
- James Steed : le détective de police collabore, parfois malgré lui, avec Peregrine dans les enquêtes.
- Birdie Birnside : meneuse du Club des aventurières, sœur de Samuel.
- Samuel Birnside : inventeur de gadgets, et frère de Birdie.
- Violette Fellini : membre du Club des aventurières. D'origine Italienne et amie proche de Samuel.
- Percy Sparrow : supérieur hiérarchique du détective Steed, il apprécie peu Pérégrine.

## Épisodes
- Saison 1

1. La victime est la mariée
2. Meurtre en rythme
3. Meurtre du troisième type
4. Mort aux petits oignons

- Saison 2

1. Mort à dessein
2. Meurtres et fiançailles
3. Mariage de sang
4. Meurtre au club canin
5. Meurtre au bowling
6. Meurtre au colombier
7. Meurtre en eau douce
8. Réveillon mortel